# Бабаев, Батыр Хаджиевич
Батыр Хаджиевич Бабаев (туркм. Batyr Hajyýewiç Babaýew; род. 21 августа 1991, Кизыл-Арват) — туркменский футболист, вратарь клуба «Небитчи» и национальной сборной Туркменистана.

## Биография
Родился 21 августа 1991 года в туркменском городе Кизыл-Арват.
На клубном уровне с 2013 года играет на позиции вратаря за туркменский «Ахал» из Аннау. В его составе четырежды становился серебряным призёром чемпионата страны (2014, 2017—2019). Трижды был обладателем Кубка Туркменистана (2013—2014, 2017). Участвовал в матчах Кубка АФК, провёл 10 матчей в квалификации и основном этапе, пропустил 9 мячей. В сезонах 2017 и 2018 годов входил в число 22 лучших футболистов чемпионата Туркменистана под № 2.
В 2012—2013 годах выступал за молодёжную сборную Туркменистана. В январе 2013 года в её составе участвовал в международном турнире «Кубок содружества», который проходил в Санкт-Петербурге. Провёл 4 матча, пропустил 11 мячей. На групповом этапе защищал ворота в матчах против сборных Литвы (0:0) и Украины (0:5). В полуфинале за 9-12-е места играл с Эстонией (1:2) и матче за 11-12-е места с Латвией (0:4).
В 2019 году дебютировал в сборной Туркменистана, сыграв 15 октября в выездном товарищеском матче против Кувейта (1:1), пропустил 1 мяч. Этот поединок остаётся для Бабаева единственным за национальную сборную.
В чемпионате Туркменистана 2020 года лидировал среди вратарей по количеству матчей без пропущенных мячей: в 14 турах он провёл 7 матчей на ноль.

## Достижения
«Ахал»
- Серебряный призёр чемпионата Туркменистана (5): 2014, 2017, 2018, 2019, 2020
- Обладатель Кубка Туркменистана (3): 2013, 2014, 2017
- Список 22 лучших футболистов чемпионата Туркменистана (2): 2017, 2018